# Ортакшил (Шиєлійський район)
Ортакши́л (каз. Ортақшыл) — село у складі Шиєлійського району Кизилординської області Казахстану. Адміністративний центр Ортакшильського сільського округу.
Населення — 1245 осіб (2021; 981 у 2009, 1328 у 1999, 1292 у 1989).